# ジジ・リョン
ジジ・リョン（梁詠琪、Gigi Leung、1976年3月25日 - ）は香港を中心に活躍する歌手、女優。瑪利諾修院学校及び香港理工大学設計学院文憑課程（日本でいう専修学校課程の教育を施す）卒業。身長173cm。

## 人物
双子の弟がいる。幼名は梁碧芝であったが、幼少時に喘息で悩まされ7歳のときに周囲の勧めで現在の名前に改名した。愛称は幼名の「芝 (gi)」を取り Gigi となる。高身長であることから高妹とも呼ばれる。1991年、15歳のとき、香港の加連威老道 (Granville Road) にてスカウトされた。当初は台湾での仕事がメインで読者モデルのような形で雑誌モデルの仕事をこなしていた。本格的に活動を始めたのは1995年から、現在に至る。また2000年頃から作曲も始め、他の歌手にも楽曲を提供している。

## 出演

### 映画
- 裏街の聖者 (流氓醫生、Mack The Knife) (1995) 【香】
- ミラクル・マスクマン/恋の大変身 (百變星君、Sixty Million Dollar Man) (1995) 【香】
- フル・スロットル 烈火戦車 (烈火戰車、Full Throttle) (1995) 【香】
- ゴッド・ギャンブラー 賭神伝説 (賭神3之 少年賭神、God of Gamblers 3 - The Early Stage) (1996) 【香】
- ファースト・オプション 飛虎 (飛虎、First Option) (1996) 【香】
- (百分百感覺、FEEL 100%) (1996) 【香】
- (百分百[口岩]FEEL、FEEL 100%, Once More) (1996) 【香】
- 初戀無限（CS放映題） (初戀無限Touch、福岡アジア映画祭でのみ上映、First Love Unlimited) (1997)【香】
- 100％ヒーロー（CS放映題） (愛上100%英雄、We're No Bad Guys、劇場未公開)(1997) 【香】
- ヒットマン (殺手之王、Hitman、劇場未公開) (1997) 【香】
- 激戦 A True Mob Story (龍在江湖、A True Mob Story) (1998) 【香】
- 失業皇帝（CS放映題） (失業皇帝、Afraid of Nothing, the Jobless King、劇場未公開)(1999) 【香】
- 君のいた永遠 (心動、Tempting Heart) (1999) 【香】
- (友情歳月山鶏故事、Those Were the Days) (2000) 【香】
- エンドレス・アフェア (愛與誠、A War Named Desire、劇場未公開) (2000) 【香】
- 青い花火（CS放映題） (藍煙火、未、Marooned、劇場未公開)(2000) 【香】
- 再見 また逢う日まで (我的兄弟姐妹、Roots and Branches) (2001) 【中】
- 恋するブラジャー大作戦（仮） (絶世好Bra、La Brassiere) (2001) 【香】
- 拳神 KENSHIN (拳神、The Avening Fest) (2001) 【香】
- アンディ・ラウの麻雀大将 (嚦咕嚦咕新年財、Fat Chooi Spirit、劇場未公開) (2002) 【香】
- (絶世好B、Mighty Baby) (2002) 【香】
- ターンレフト・ターンライト (向左走 向右走、Turn Left, Turn Right) (2003) 【米・香・シンガポール】
- スカイ・オブ・ラブ (愛, 斷了線、Sky of Love) (2003) 【中・香】
- 1:99電影行動 より《等運到》（運よ開け） (1:99電影行動、1:99 The Film Industry's Helpful Contribution、劇場未公開) (2003) 【香】
- (戀情告急、Love on the Rocks) (2004) 【香】
- (絶世好賓、Driving Miss Wealthy) (2004) 【香】
- (春田花花同學會、Mcdull the Alumni) (2006) 【香】
- 女人本色 (Wonder Woman、2007年東京国際女性映画祭・2008年東京・中国映画週間で上映後、CS放映) (2007) 【中・香】
- (宝葫芦的秘密、The Secret of the Magic Gourd) (2007) 【米・中・香】
- デンジャラス・ゲーム（CS放映題） (棒子老虎雞、劇場未公開)(2007) 【中】
- ギブ・ラブ（CS放映題） (愛得起、Give Love、劇場未公開)(2009) 【香】
- 肩の上の蝶 (肩上蝶、Rest on Your Shoulder、2011年東京／札幌・中国映画週間で上映) (2011) 【中】
- 愛の涙 (傾城之涙、The Allure Of Tears、2012東京／長崎・中国映画週間で上映) (2011) 【中】
- モンキー・マジック 孫悟空誕生 （西遊記之大鬧天宮、The Monkey King）（2014）【中・香】
- アバディーン (香港仔、Aberdeen、2015年大阪アジアン映画祭で上映) (2014) 【香】
- 王家欣 ウォン・カーヤン (王家欣、Wong Ka Yan、2016年大阪アジアン映画祭で上映) (2015) 【香】
- 姉妹関係 (骨妹、Sisterhood、2017年大阪アジアン映画祭で上映) (2016) 【マカオ・香】
- 西遊記 女人国の戦い （西遊記女兒國、The Monkey King3）（2018）【中・香】
- 8人の女と1つの舞台 (八個女人一台戯、First Night Nerves、第19回東京フィルメックスで上映) (2018) 【香】

### テレビドラマ
- 天涯侠醫 (2004) (the Last Breakthrough) 第一話のみ。

### 舞台・ミュージカル
- 音楽劇《仲夏夜狂想曲》(1999) 共演：鄭伊健、楊千[女華]、陳小春など、演出：許冠傑
- 舞台劇《拾夢新城》(2000) 出演：張柏芝、容祖兒、李蕙敏、陳奕迅など
- 音楽劇《全港首齣平等機會共同體》(2003)
- 舞台劇《大娯楽家》(2004-5) 主演：詹瑞文、藍奕邦、演出：林奕華、胡恩威

## 外国映画の広東語吹き替え
- スパイ・キッズ (2001) 【米】 (非常小特務、SPY KIDS)
- クイール (2004) 【日】 (導盲犬小Q、Quill)
- レーシング・ストライプス (2005) 【米】 (熱鬥小斑馬、Racing Stripes)

## ディスコグラフィー
- 愛自己 (1996、粤)
- 短髪 (1997、國、舞曲混音版、國際版)
- 新居 (1997、粤)
- 洗臉 (1997、國)
- 梁詠琪 (1998、國)
- I'll be loving you (1998、粤)
- Today (1999、粤)
- 新鮮 (1999、國)
- 好時辰 (2000、粤)
- 903狂熱分子音楽會 (2000、粤、ライブ盤)
- 最愛 新歌+精選 (2000、國、ベスト盤)
- Kiss 新曲+精選 (2000、粤、ベスト盤)
- 花火 (2000、粤)
- Amour (2001、國)
- Suddenly, this summer (2001、粤)
- G For Girl (2001、粤)
- 透明 (2001、國)
- G For Girl Live 2002 (2002、粤、ライブ盤)
- 我住7樓A (2002、粤)
- 魔幻季節 (2002、國)
- 903拉闊音樂會2002 (2002、粤、ライブ盤)
- Funny Face (2002、粤)
- 高妹Funny Face演唱會 (2003、粤、ライブ盤)
- 向左走向右走 電影原聲CD (2003、粤+國)
- 我想我唱 (2003、粤)
- 歸屬感 (2004、國)
- 我鍾意（新曲+精選） (2004、粤、ベスト盤)
- 娯楽大家 (2004、粤)
- 順時針 (2005、國、ベスト盤)
- LOOK (2005、粤)
- 成長的短髪 (2006、粤)
- 給自己的情歌 (2006、國)
- 女・色（新曲+精選） (2007、粤、ベスト盤)